# Інтегральний синус

Графіки функцій Si(x) і Ci(x) на проміжку [0, 8π

Інтегральний синус — функція, визначена формулою:
{\displaystyle \operatorname {Si} x=\int \limits _{0}^{x}{\frac {\sin \,t}{t}}dt}
Визначається також функція:
{\displaystyle \operatorname {si} x=-\int \limits _{x}^{\infty }{\frac {\sin t}{t}}\,dt=\operatorname {Si} x-{\frac {\pi }{2}}}
Часткові значення:
{\displaystyle \operatorname {Si} 0=0,\quad \lim \limits _{x\rightarrow \infty }\operatorname {Si} x={\frac {\pi }{2}},\quad \lim \limits _{x\rightarrow \infty }\operatorname {si} x=0}.
Інтегральний синус було введено Лоренцо Маскероні в 1790 році.

## Властивості
- Інтегральний синус — непарна функція:

{\displaystyle \operatorname {Si} (-x)=-\,\operatorname {Si} x}
- {\displaystyle \operatorname {si} x+\operatorname {si} (-x)=-\pi }
- Інтегральний синус пов'язаний з інтегральною показниковою функцією співвідношенням[2]:

{\displaystyle \operatorname {si} x={\frac {1}{2i}}\left(\operatorname {Ei} (ix)-\operatorname {Ei} (-ix)\right)}
- Для малих x {\displaystyle \operatorname {Si} x\approx x}
- З деякими іншими функціями інтегральний синус пов'язаний співвідношеннями:

{\displaystyle \int \limits _{0}^{\infty }e^{pt}\operatorname {si} (qt)dt=-{\frac {1}{p}}\operatorname {arctg} {\frac {p}{q}},\quad \int \limits _{0}^{\infty }\operatorname {si} ^{2}t\,dt={\frac {\pi }{2}},}
{\displaystyle \int \limits _{0}^{\infty }\sin t\,\operatorname {si} t\,dt=-{\frac {\pi }{4}},\quad \int \limits _{0}^{\infty }\operatorname {Ci} t\operatorname {si} t\,dt=-\ln 2.}
- Інтегральний синус задовольняє лінійне диференційне рівняння третього порядку

{\displaystyle xf'''(x)\!+\!2f''(x)\!+\!xf'(x)=0.}

## Розклад у ряд
Інтегральний синус можна розкласти в ряд:
{\displaystyle \operatorname {Si} \,x=x-{\frac {x^{3}}{3\cdot 3!}}+{\frac {x^{5}}{5\cdot 5!}}-{\frac {x^{7}}{7\cdot 7!}}+\cdots =\sum _{n=0}^{\infty }{\frac {(-1)^{n}}{(2n+1)!(2n+1)}}x^{2n+1}.}
За допомогою даного ряду визначається також інтегральний синус від комплексного аргументу.
Асимптотичний розклад для {\displaystyle ~\operatorname {Re} x\gg 1~} задається розбіжним рядом:
{\displaystyle \operatorname {Si} x={\frac {\pi }{2}}-{\frac {\cos x}{x}}\left(1-{\frac {2!}{x^{2}}}+...\right)-{\frac {\sin x}{x}}\left({\frac {1}{x}}-{\frac {3!}{x^{3}}}+...\right)}